# F 4 (1916)
F 4 – włoski okręt podwodny z czasów I wojny światowej i okresu międzywojennego, jedna z 21 zbudowanych dla Regia Marina jednostek typu F. Okręt został zwodowany 19 listopada 1916 roku w stoczni Orlando w Livorno, a w skład włoskiej marynarki wojennej został wcielony 18 stycznia 1917 roku. 7 lipca 1917 roku F 4 zatonął w porcie La Spezia, jednak został podniesiony i powrócił do służby. Jednostka została skreślona z listy floty 1 września 1919 roku.

## Projekt i budowa
Okręty podwodne typu F zostały zaprojektowane przez inż. majora Cesarego Laurentiego jako ulepszenie poprzedniego projektu tego konstruktora – jednostek typu Medusa. Przy zachowaniu wymiarów zewnętrznych i wyporności nowe okręty charakteryzowały się krótszym czasem zanurzania, większą manewrowością w położeniu nawodnym i podwodnym, powiększonym kioskiem, instalacją działa pokładowego, żyrokompasu, dwóch peryskopów i systemu łączności podwodnej Fessenden. Okręty miały konstrukcję dwukadłubową, z kadłubem lekkim ukształtowanym na podobieństwo linii kadłuba torpedowców . Przestrzeń między kadłubem sztywnym a lekkim można było uczynić wodoszczelną poprzez zamknięcie specjalnych odwietrzników: w ten sposób okręty zyskiwały dodatkową rezerwę pływalności, szczególnie przydatną podczas żeglugi po powierzchni w złych warunkach pogodowych .
F 4 zbudowany został w stoczni Orlando w Livorno. Stępkę okrętu położono 8 czerwca 1915 roku, a zwodowany został 19 listopada 1916 roku.

## Dane taktyczno-techniczne
F 4 był niewielkim, przybrzeżnym okrętem podwodnym . Kadłub podzielony był grodziami wodoszczelnymi (wyposażonymi w podwójne drzwi wodoszczelne) na trzy przedziały: dziobowy (mieszczący kubryk marynarzy), przedział z głównym stanowiskiem dowodzenia i siłownią oraz przedział baterii akumulatorów . Długość całkowita wynosiła 45,63 metra, szerokość 4,22 metra i zanurzenie 3,1 metra. Wyporność normalna w położeniu nawodnym wynosiła 262 tony, a w zanurzeniu 319 ton. Okręt napędzany był na powierzchni przez dwa dwusuwowe silniki wysokoprężne FIAT 216 o łącznej mocy 670 KM . Napęd podwodny zapewniały dwa silniki elektryczne Savigliano o łącznej mocy 500 KM. Dwa wały napędowe obracające dwiema śrubami umożliwiały osiągnięcie prędkości 12,5 węzła na powierzchni i 8 węzłów w zanurzeniu. Zasięg wynosił 1300 Mm przy prędkości 9 węzłów w położeniu nawodnym oraz 120 Mm przy prędkości 2,5 węzła w zanurzeniu (lub 800 Mm przy prędkości 12 węzłów w położeniu nawodnym oraz 9 Mm przy prędkości 8 węzłów w zanurzeniu). Zapas paliwa wynosił 12 ton. Energia elektryczna magazynowana była w jednej baterii akumulatorów składającej się z 232 ogniw . Dopuszczalna głębokość zanurzenia wynosiła 40 metrów  .
Okręt wyposażony był w dwie stałe dziobowe wyrzutnie kalibru 450 mm, z łącznym zapasem czterech torped. Uzbrojenie artyleryjskie stanowiło pojedyncze pokładowa armata przeciwlotnicza kalibru 76 mm Armstrong A1914 L/30 oraz karabin maszynowy Colt kalibru 6,5 mm  .
Załoga okrętu składała się z 2 oficerów oraz 24 podoficerów i marynarzy.

## Służba
F 4 został wcielony do służby w Regia Marina 18 stycznia 1917 roku. Po zakończeniu okresu szkolenia F 4 został podporządkowany Dowództwu Obszaru Morskiego w La Spezii, przeprowadzając defensywne patrole na Morzu Tyrreńskim i docierając do La Maddaleny . 3 kwietnia 1917 roku, płynąc z La Maddaleny do La Spezii w eskorcie jednostki pomocniczej „Ercole”, F 4 otworzył ogień do zauważonego nieprzyjacielskiego okrętu podwodnego, który zanurzył się zrywając kontakt .
7 lipca 1917 roku w porcie La Spezia na jednostce doszło do wypadku: została otwarta pokrywa jednej z wyrzutni torpedowych, co spowodowało zalanie jednostki wodą i zatonięcie; jednostka wkrótce została podniesiona i naprawiona . 31 grudnia 1917 roku okręt formalnie wchodził w skład Flotylli Górnego Adriatyku w Wenecji (wraz z „Delfino”, X 1, „Atropo”, „Tricheco”, „Fisalia”, „Argonauta”, „Narvalo”, „Zoea”, „Otaria”, „Argo”, „Squalo”, F 2, F 3, F 5, F 12, F 13 i F 16). F 4 powrócił do służby 23 października 1918 roku, włączony w skład 3. eskadry (wł. Squadriglia) okrętów podwodnych w Brindisi, gdzie pływał do końca wojny 
F 4 został skreślony z listy floty 1 września 1919 roku.